# Neumühle (Wegberg)
Die Neumühle war eine Wassermühle mit unterschlächtigem Wasserrad in Nordrhein-Westfalen.

## Geographie
Die Neumühle hatte ihren Standort an der Landesstraße 367, der Schwaamer Straße zwischen Rickelrath und Schwaam. Die Mühle hatte keinen Weiher. Der Standort der Mühle hatte eine Höhe von 64 m über NN. An der Neumühle endet der Oberlauf der Schwalm und der Mittellauf beginnt.
Die Neumühle lag auf der rechten Seite der Schwalm, die in Genhof, einem Ortsteil der Stadt Erkelenz, ihre Quelle hat.

## Geschichte
Die Neumühle wird in der Tranchot-Karte als „Neue Mühle“ genannt. Ihre erste urkundliche Erwähnung ist im Jahre 1397, wo in einer Steuerrechnung des „Rabold von Brembt, Dorst und Rentmeister von Montfort und Erkelenz“ die Neumühle erwähnt wird. Im Jahre 1506 wird die Neumühle in den Büchern des Kirchenarchivs als „Stysmoelen“ und als „Niuus-Moelen“ beschrieben. Der Müller wurde Newmüller genannt.
Die Neumühle war die erste Mühle an der Schwalm die wegen des reichlich fließenden Wassers keinen Weiher benötigte. 1826 besaß die Mühle ein unterschlächtiges Wasserrad mit dem zwei Mahlgänge und zwei Ölpressen betrieben werden konnten. Ein Mahlgang war täglich 16 Stunden, eine Presse sechs Stunden in Betrieb. Jährlich wurden in dieser Zeit etwa 500 Tonnen Getreide vermahlen. 1875 tobte ein orkanartiger Sturm der das Wasserrad aus den Angeln warf.
Der Mühlenbetrieb wurde 1926 im Zuge der Schwalmbegradigung eingestellt. 1931 wurde eine Konzession zum Ausschank alkoholfreier Getränke erteilt. Die Gemeinde Wegberg kaufte schließlich 1950 das Gebäude. Die Mahlwerke wurden wegen Baufälligkeit ausgebaut. Einige Räume wurden als Wohnungen vermietet. Anfang der 1970er Jahre stand die Mühle dann leer, verfiel immer mehr und wurde 1975 schließlich abgerissen. An der Stelle der Neumühle steht heute eine Kläranlage.

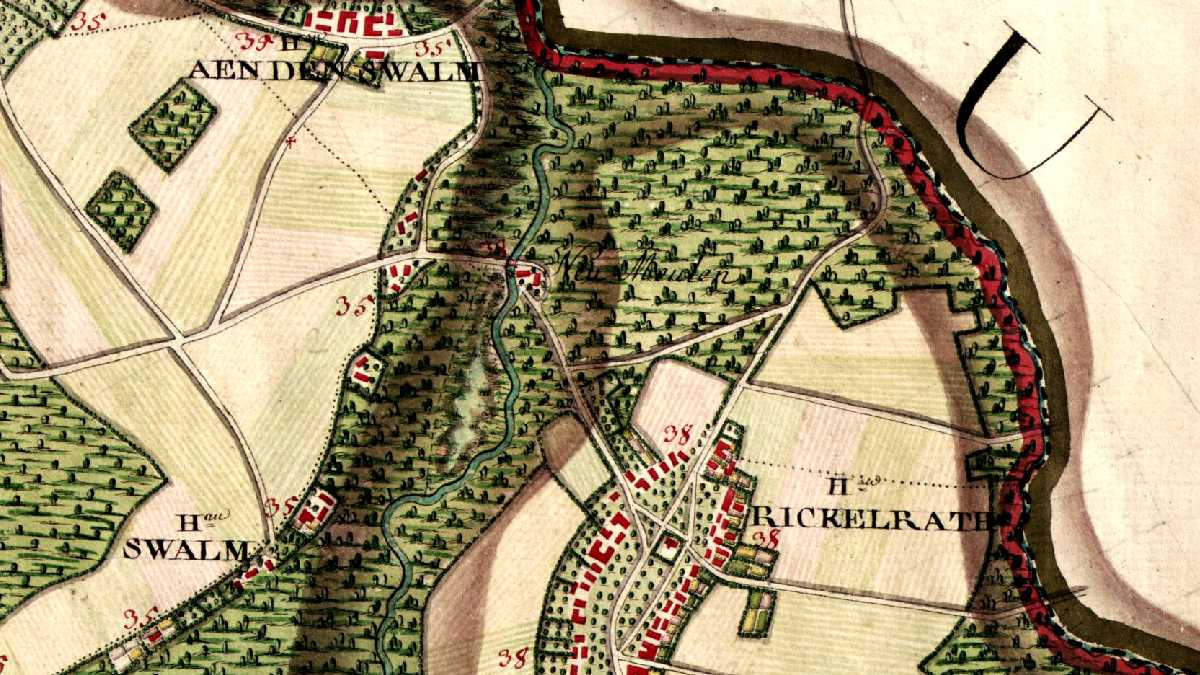
Ausschnitt aus der Ferraris-Karte von 1777
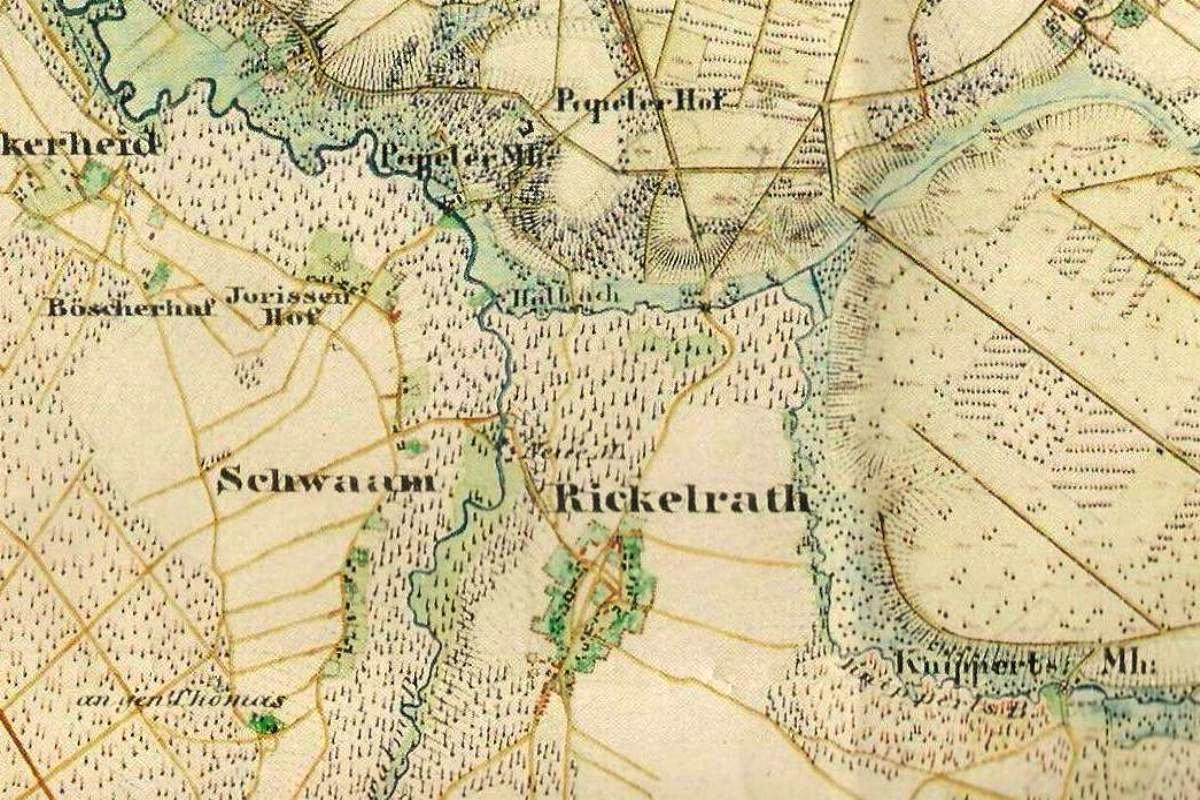
Preußische Uraufnahme 1836–1850